# Aszaoka Tomojaszu
Aszaoka Tomojaszu (Tokió, 1962. április 6. – 2021. október 6.) japán válogatott labdarúgó.

## Nemzeti válogatott
A japán válogatottban 8 mérkőzést játszott.

## Statisztika
| Japán válogatott | Japán válogatott | Japán válogatott |
| Időszak          | Mérk.            | gól              |
| ---------------- | ---------------- | ---------------- |
| 1987             | 1                | 0                |
| 1988             | 5                | 0                |
| 1989             | 2                | 0                |
| Összesen         | 8                | 0                |